# Hermann Scheuernstuhl
Hermann Scheuernstuhl (* 15. Dezember 1894 in Pforzheim; † 24. Februar 1982 in Hannover) war ein deutscher Bildhauer.

## Leben

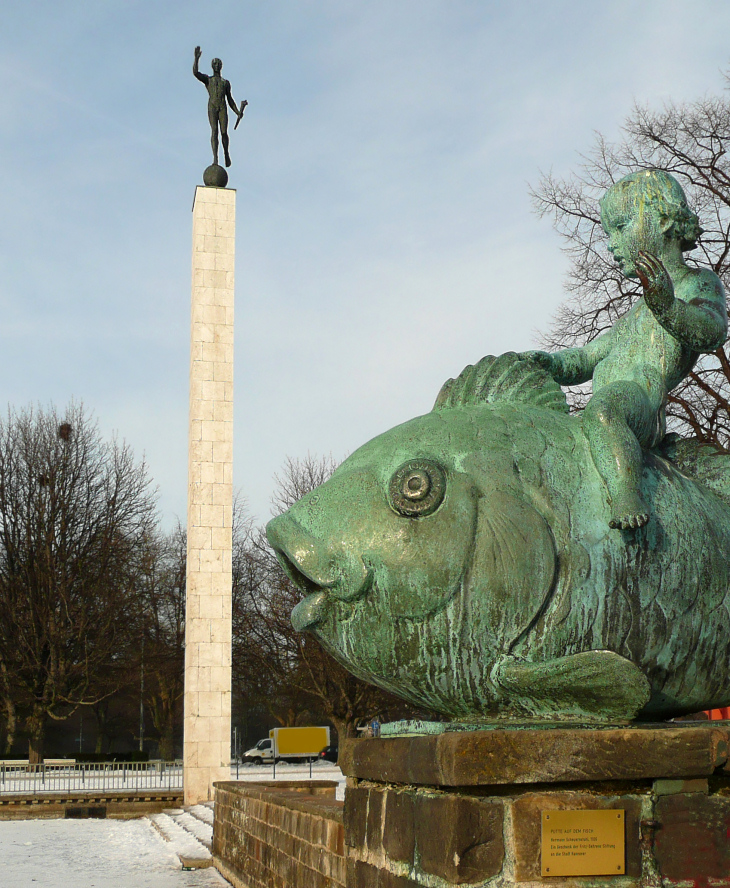
Die Fackelträgersäule und der Fischreiter am Maschsee in Hannover

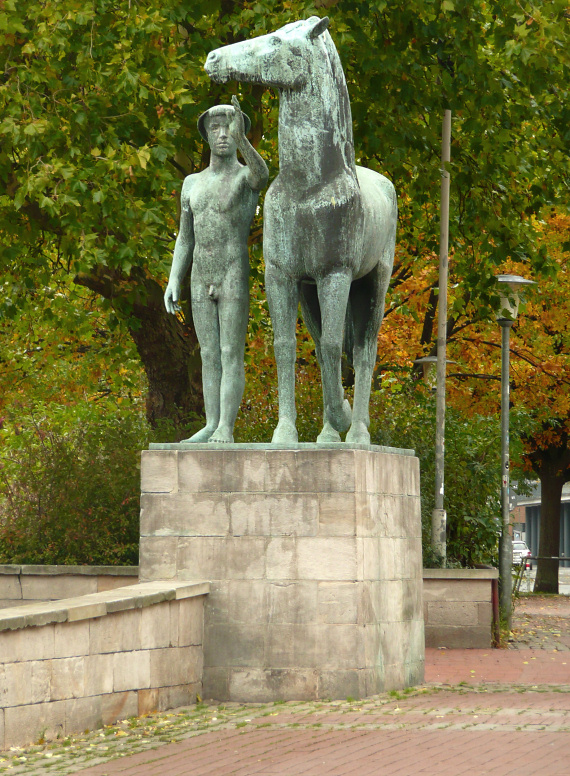
Mann mit Pferd an der ehemaligen Pferdeschwemme Am Hohen Ufer

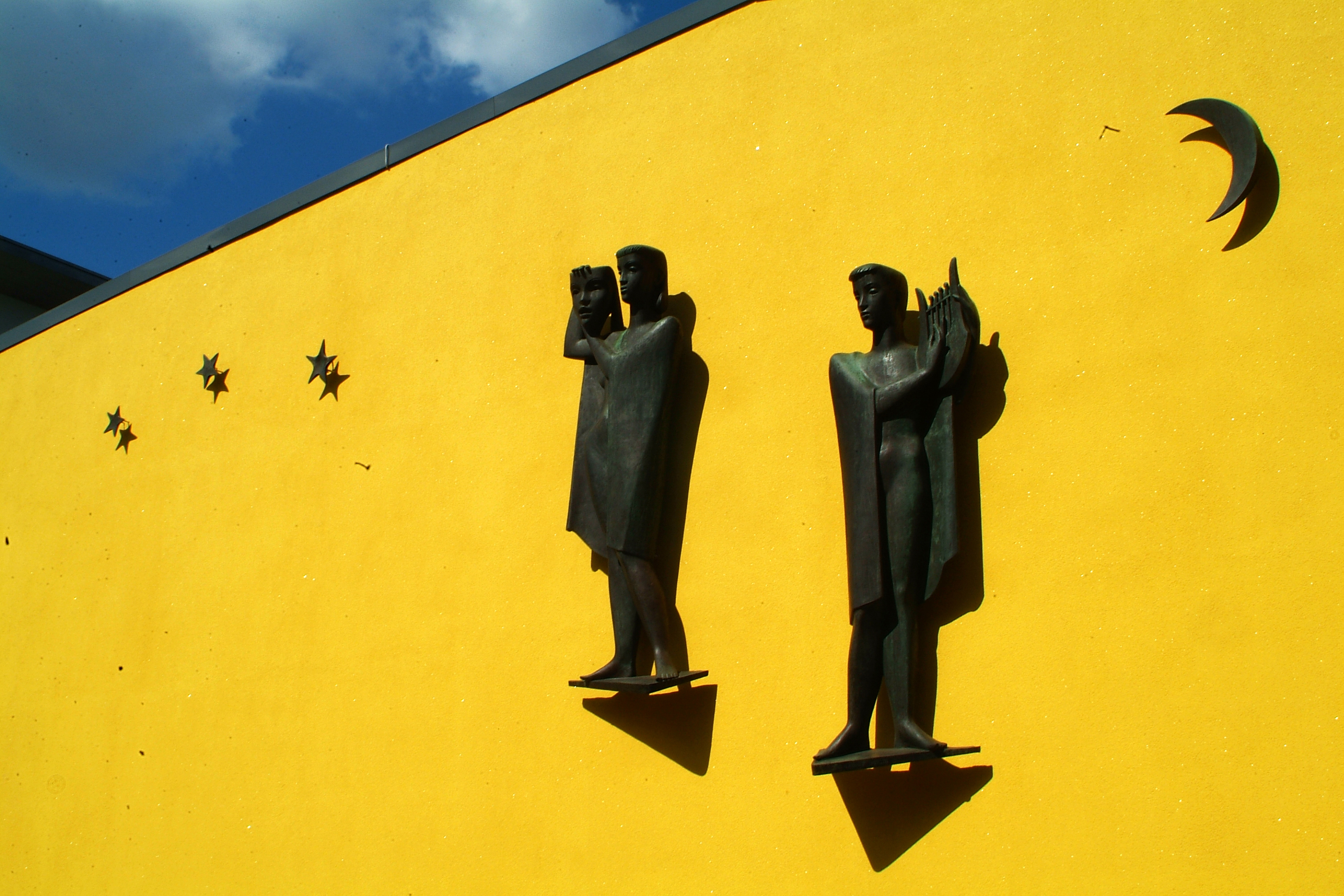
Schauspiel und Musik an der Aula der Leibnizschule

Hermann Scheuernstuhl begann seine Bildhauer-Ausbildung zunächst in Pforzheim, studierte dann in Karlsruhe bei Wilhelm Gerstel und anschließend bei Bernhard Bleeker in München. Studienreisen führten ihn nach Frankreich, Italien, England und die Niederlande.
Ab 1925 war Scheuernstuhl Leiter der Abteilung Plastik an der Werkkunstschule Hannover. Zu seinen Schülerinnen gehörten Annemarie Höhn und Ingeborg Steinohrt.
Am 1. Mai 1933 trat er der NSDAP bei (Mitgliedsnummer 2.959.503). Für die Zeit des Nationalsozialismus ist seine Teilnahme an 31 großen Ausstellungen sicher belegt. Zahlreiche seiner Arbeiten, die der Monumentalität der NS-Ideologie verpflichtet waren, stehen noch heute an exponierten Orten in der Stadt Hannover, insbesondere am Maschsee. Scheuernstuhl ist auf der 1944 zusammengestellten Gottbegnadeten-Liste aufgeführt.
Hermann Scheuernstuhl war u. a. Mitglied im Deutschen Künstlerbund und der Reichskammer der bildenden Künste.

## Ehrungen
- Am 20. Oktober 1965 überreichte der niedersächsische Kultusminister Richard Langeheine[7] dem Bildhauer das Große Verdienstkreuz des Niedersächsischen Verdienstordens[8]

## Ausstellungen
- 1937 Große Deutsche Kunstausstellung im Haus der Deutschen Kunst zu München
- 1938 Große Deutsche Kunstausstellung im Haus der Deutschen Kunst zu München
- 1940 Große Deutsche Kunstausstellung im Haus der Deutschen Kunst zu München
- 1941 Große Deutsche Kunstausstellung im Haus der Deutschen Kunst zu München
- 1943 Ausstellung „Junge Kunst im Deutschen Reich“ im Wiener Künstlerhaus.
- 1944 Große Deutsche Kunstausstellung im Haus der Deutschen Kunst zu München
- 9. Januar bis 16. Februar 1958: Gedächtnisausstellung Harm Lichte, Kollektivausstellungen von Albert Knoke und Scheuernstuhl.[9]
- 1964 wurden Werke Scheuernstuhls in Pforzheim ausgestellt.[10]
- Vom 24. Oktober bis 23. November 1975 veranstaltete der Hannoversche Künstlerverein eine Ausstellung mit Plastiken und Zeichnungen Scheuernstuhls im Kubus in Hannover.[11]

## Werke (unvollständig)
- Büste von Heinrich Tramm im Neuen Rathaus in Hannover, 1932[1]
- Fackelträgersäule am Maschsee (Hannover), 1936, 18 Meter hohe Säule[1] zur Erinnerung an den Bau des Maschsees, sowie vergoldete, 4,50 Meter hohe Bronzeskulptur „als Symbol der olympischen Idee“[12] (im Jahr der Olympischen Spiele 1936)
- Fischreiter, Bronze, 1938, Maschsee, Hannover[1]
- Mann mit Pferd, 1957, Am Hohen Ufer, Hannover, als Hinweis auf die früher dort jahrhundertelang befindliche Pferdeschwemme[2]
- Samariter am Barmenia-Haus in der Schmiedestraße 4 (Hannover)[2]
- Schauspiel und Musik an der Aula der Leibnizschule, Hannover, 1955,[2] gegossen von der Bildgießerei Hermann Noack[13]
- Arzt und Kranker, Haupteingang der ehemaligen Hautklinik Linden, Hannover, 1957[2]
- Brüder-Grimm-Stein, Göttingen, 1959[14][15][16]